# Парохина, Анастасия Владимировна
Анастасия Владимировна Парохина (23 ноября 2000, Корсаков, Сахалинская область, Россия) — российская женщина-борец вольного стиля, многократный призёр чемпионатов России. Победительница Игр стран СНГ.

## Карьера
Является воспитанницей СШОР в города Корсаков, выступает под руководством своего отца Владимира Парохина. 28 ноября 2018 года ей было присвоено звание мастер спорта России. В сентябре 2020 года на первом для себя взрослом чемпионате России в Казани, стала бронзовым призёром, в поединке за медаль она одержала «чистую» победу над Кристиной Ашихминой из Москвы. В мае 2021 года в Улан-Удэ на чемпионате России дошла до финала, где уступила Анжеле Фоменко из Москвы, став тем самым серебряным призёром. В сентябре 2021 года в Казани на Игры стран СНГ в финале одолела Назиру Марсбек Кызы из Кыргызстана, став победителем соревнований. В ноябре 2021 года в Белграде на Первенстве мира среди молодежи до 23 лет завоевала бронзовую медаль. В июне 2023 года в Каспийске на чемпионате России, одолев в схватке за 3 место Наталью Федосееву из Кемеровской области, завоевала бронзовую медаль.

## Спортивные результаты
- Чемпионат России по женской борьбе 2020 — ;
- Чемпионат России по женской борьбе 2021 — ;
- Игры стран СНГ 2021 — ;
- Чемпионат мира по борьбе среди спортсменов до 23 лет 2021 — ;
- Чемпионат России по женской борьбе 2023 — ;